# British and Irish Association of Zoos and Aquariums
British and Irish Association of Zoos and Aquariums (BIAZA) heißt der Dachverband von Zoos und Schauaquarien in Großbritannien und Irland.
Der Verein mit Sitz in London wurde 1966 als Federation of Zoological Gardens of Britain and Ireland gegründet. Er hat über 100 Mitglieder, die gesetzlich als Zoo zugelassen sind. Er ist Mitglied der World Association of Zoos and Aquariums  (WAZA) und der European Association of Zoos and Aquaria (EAZA).